# الكتب الأربعة والكلاسيكيات الخمسة
الكتب الأربعة والكلاسيكيات الخمسة (بالصينية المبسطة: 四书五经، وبالصينية التقليدية: 四書五經) هي كتب كونفشيوسية كتبت في الصين قبل سنة 300 قبل الميلاد.
الكتب الأربعة (四 書 ؛ Sìshū) هي نصوص صينية كلاسيكية توضح القيم الأساسية وأنظمة المعتقدات في الكونفوشيوسية. تم اختيارهم من قبل تشو شي في سلالة سونغ ليكونوا مقدمة عامة للفكر الكونفوشيوسي، وكانوا، في سلالتي مينغ وتشينغ، جوهر المنهج الرسمي لامتحانات الخدمة المدنية.